# Двоє справедливих курчат
«Двоє справедливих курчат» (рос. «Два справедливых цыплёнка») — український радянський мультфільм, зроблений у 1984 році «Київнаукфільмом».

## Сюжет
Народились якось восени двоє курчаток, довідались вони про те, що на їхньому подвір'ї криниця-журавель - то є справжній журавель, якого колись зачарувала Баба-Яга, коли він не поступився їй дорогою у польоті. Двоє курчаток відразу ж йдуть у путь шукати Бабу-Ягу, аби попросити її звільнити від чар журавлика, бо це несправедливо. Дорогою вони зустрічають лисицю та вовка, які перевдягались у Бабу-Ягу з однією метою — з'їсти їжу, яка до них сама прийшла. Але курчаткам вдається впізнати злодюжок і засудити фразою «Це ж не справедливо». Врешті-решт обоє знаходять Бабу-Ягу, яка свій дім перетворила на дитячий садок для звіряток. Вона змогла згадати закляття, яке вже давно забула, лишень тоді, коли курчатка заспівали їй веселеньку пісеньку. Баба-Яга втішилась і сказала їм закляття. Так справедливі курчатка звільнили журавлика і він полетів у теплі краї. А лисиця й вовк, побачивши це диво, подумали: «А може, ми теж зачаровані?..»

## Над фільмом працювали
- Автор сценарію: Наталія Абрамова
- Режисер: Леонід Зарубін
- Художник-постановник: Н. Сапожников
- Композитор: Олександр Осадчий
- Кінооператор: С. Бодак
- Звукооператор: Ігор Погон
- Мультиплікатори: Жан Таран, Елеонора Лисицька, А. Трифонов
- Режисер монтажу: С. Васильєва
- Редактор: Наталя Гузеєва
- Ляльки та декорації виготовили: Анатолій Радченко, Вадим Гахун, В. Яковенко, Я. Горбаченко, О. Карпус, О. Кульчицький
- Директор картини: Н. Литвиненко